# Yoakum (Teksas)
Yoakum – miasto w Stanach Zjednoczonych, w stanie Teksas, na pograniczu hrabstw DeWitt i Lavaca. Liczy 5875 mieszkańców (2024 r.). Znajduje się ok. 60 km na północny zachód od Victorii, która jest najbliższym większym ośrodkiem miejskim. Około 25 km na południowy–zachód od Yoakum leży miasteczko podobnej wielkości – Cuero.

## Gospodarka
Gospodarka opiera się głównie na przemyśle przetwórczym, w tym na przetwórstwie mięsnym (np. Eddy Foods) i wyrobach skórzanych.

## Demografia
Główne rasy przedstawiają się następująco:
- Latynosi: stanowią 55,6% populacji.
- Biali (nie-Latynosi): stanowią 33,8% populacji.
- Czarni/Afroamerykanie: stanowią 7,8% populacji.
- Pozostałe grupy rasowe i osoby deklarujące dwie lub więcej ras stanowią mniejszy odsetek.

Mediana wieku w Yoakum wynosi 33,2 lata.